# باول أوسبورن
باول أوسبورن (بالإنجليزية: Paul Osborne)‏ هو لاعب دوري الرغبي أسترالي، ولد في 30 سبتمبر 1966 في Hurlstone Park ‏ في أستراليا.